# Andreea Chițu
Andreea Ștefania Chițu (Bolintin-Vale, 7 maggio 1988) è una judoka rumena.
Ha partecipato a due edizioni dei Giochi olimpici, Londra 2012 e Rio de Janeiro 2016.
Nell'aprile 2018, Andreea Chițu è stata promossa al grado di capitano per ordine del ministro della Difesa nazionale.

## Biografia
Nato nel 1988 a Bolintin Vale (Distretto di Giurgiu). Nel 2011 ha vinto una medaglia di bronzo ai Campionati del mondo. Nel 2012 è diventata campionessa europea, ma alle Olimpiadi di Londra è arrivata solo al 9° posto. Nel 2013 ha vinto una medaglia d'argento agli Europei. Nel 2014 ha vinto una medaglia d'argento ai Campionati del mondo e una medaglia di bronzo agli Europei. Nel 2015 è diventata la campionessa dei Giochi europei.
Nel 2020, ai Campionati europei di novembre nella capitale ceca, Andreya è riuscita a vincere la medaglia d'argento del torneo nella categoria fino a 52 kg. In finale ha perso contro l'atleta italiana Odette Giuffrida.

## Palmarès
- Mondiali

Parigi 2011: bronzo nei 52 kg.
Čeljabinsk 2014: argento nei 52 kg.
Astana 2015: argento nei 52 kg.
- Europei

Čeljabinsk 2012: oro nei 52 kg.
Budapest 2013: argento nei 52 kg.
Montpellier 2014: bronzo nei 52 kg.
Kazan' 2016: bronzo nei 52 kg.
Praga 2020: argento nei 52 kg.
- Giochi europei

Baku 2015: oro nei 52 kg.
- Giochi mondiali militari

Rio de Janeiro 2011: bronzo nei 52 kg.
Wuhan 2019: argento nei 57 kg.
- Europei Under-23

Zagabria 2008: argento nei 57 kg.
Adalia 2009: argento nei 57 kg.
Sarajevo 2010: oro nei 57 kg.
- Europei juniores

Tallinn 2006: bronzo nei 52 kg.
- Europei cadetti

Rotterdam 2004: bronzo nei 52 kg.

### Vittorie nel circuito IJF
| Data             | Località | Paese         | Categoria  |
| ---------------- | -------- | ------------- | ---------- |
| 16 ottobre 2014  | Tashkent | Uzbekistan    | Grand Prix |
| 27 novembre 2014 | Jeju     | Corea del Sud | Grand Prix |
| 1º maggio 2015   | Zagabria | Croazia       | Grand Prix |
| 26 novembre 2015 | Jeju     | Corea del Sud | Grand Prix |
| 5 aprile 2019    | Adalia   | Turchia       | Grand Prix |